# Národní sad (Štramberk)

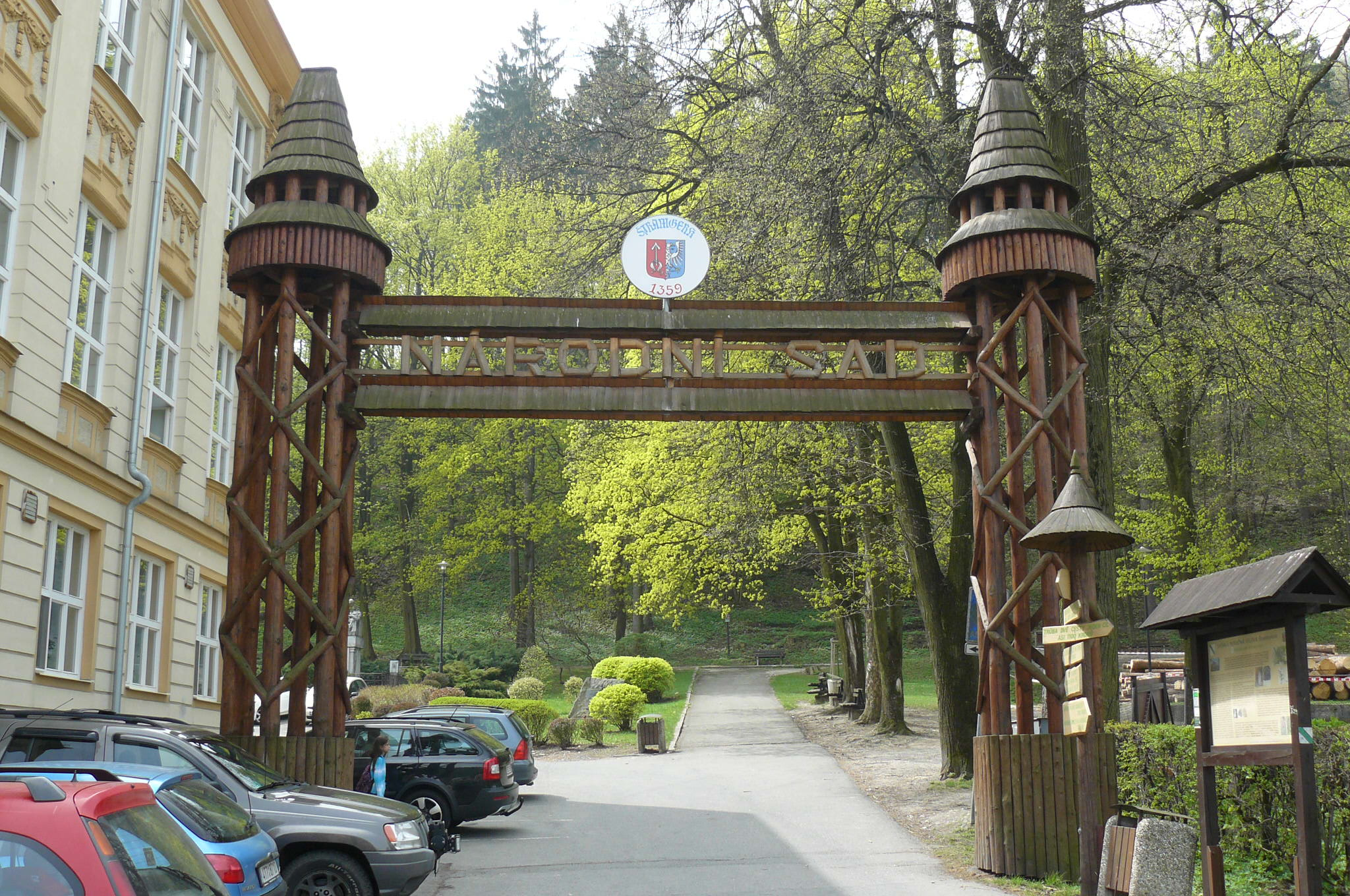
Brama wejściowa

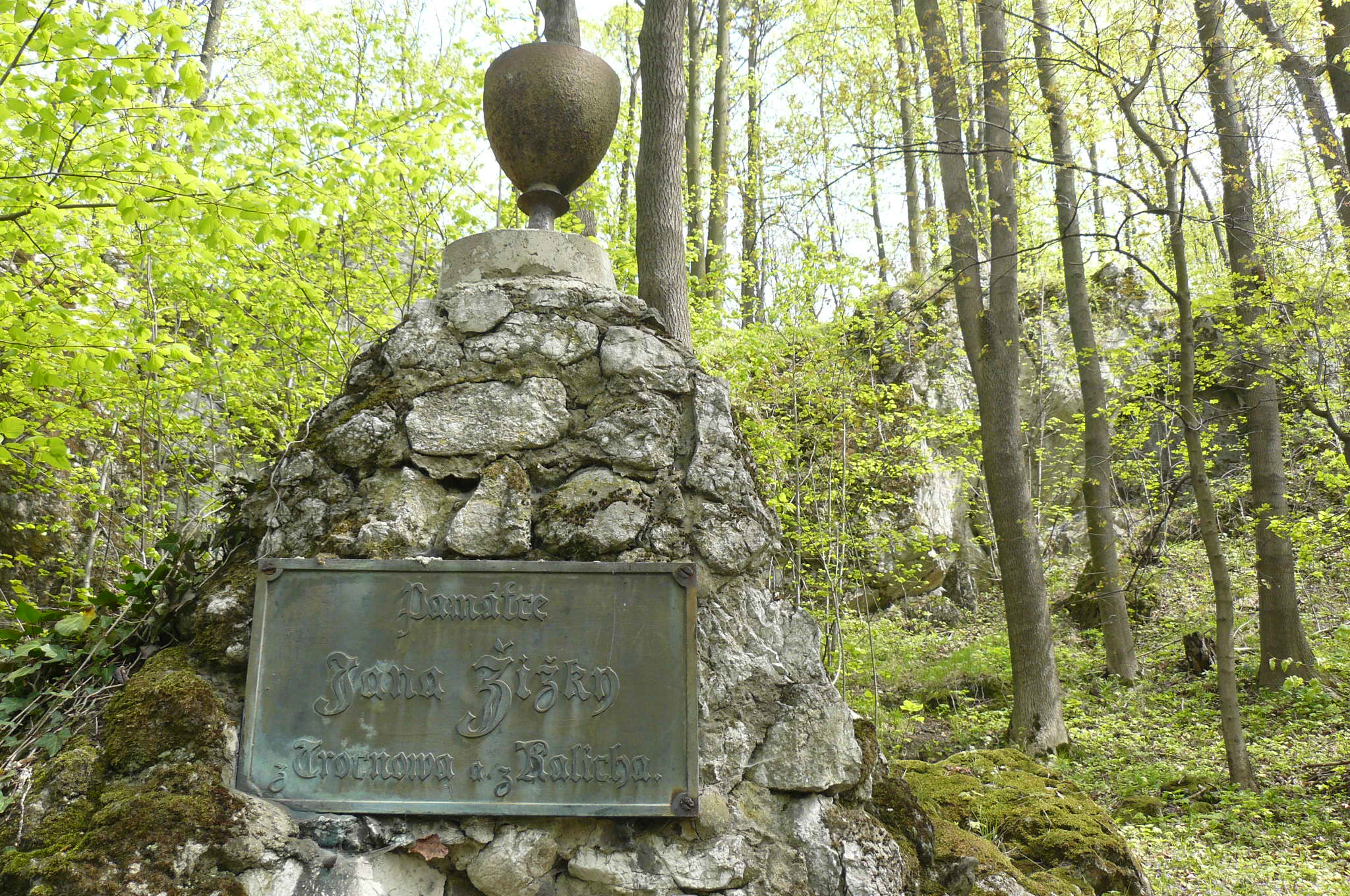
Kielich Jana Žižki

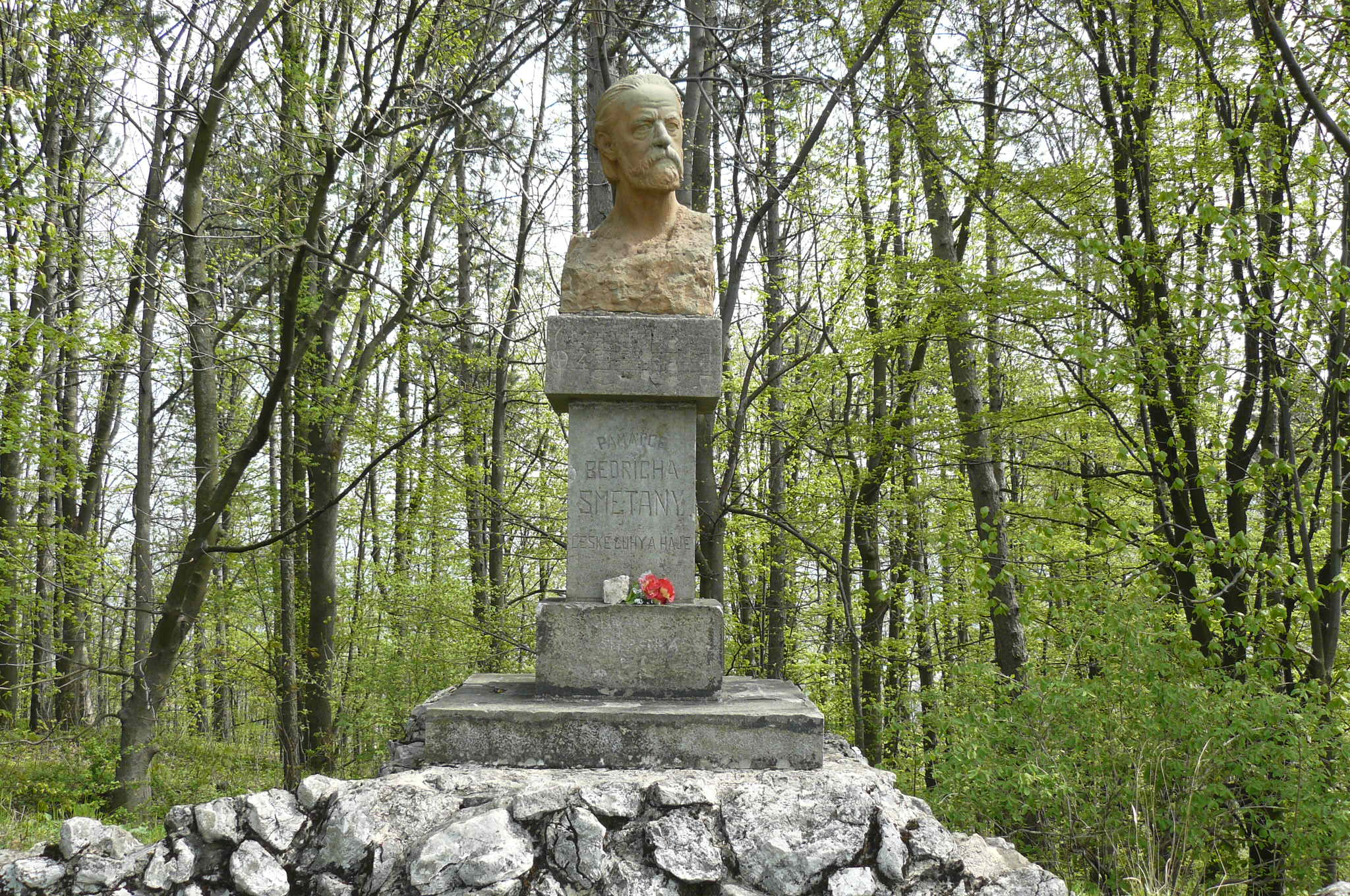
Bedřich Smetana – popiersie

Národní sad (także: národní přírodní památka Šipka) – rozległy kompleks leśny o charakterze naturalnym, z elementami ukształtowania przez człowieka, zlokalizowany w morawskim Štramberku (Republika Czeska), na stokach góry Kotouč.
Pierwotnie bardzo rozległe założenie, zostało oddane do użytku w nieco skromniejszej formie 6 sierpnia 1922. Autorami koncepcji powstania kompleksu byli lekarz - Adolf Hrstka i malarz - Bohumír Jaroněk. Park ma formę naturalnego kompleksu leśnego porastającego stoki góry, w którym rozmieszczono galerię rzeźb, popiersi i tablic upamiętniających ważne dla rozwoju Czech osoby. Centralnym punktem założenia jest jaskinia Šipka (pomnik przyrody od 1 stycznia 1960). W lesie rozmieszczono natomiast obiekty poświęcone następującym osobom i wydarzeniom:
- Alois Jirásek – popiersie (autor: Jan Štursa, 1921, odsłonięcie 6 sierpnia 1922),
- Bedřich Smetana – popiersie (autor: Jan Štursa, odsłonięcie 20 lipca 1924, stoi na górnym końcu Jurova kamene – 500 m n.p.m.),
- Bohumír Jaroněk – popiersie (autor: František Jurán, odsłonięcie 27 czerwca 1926 w 60 rocznicę narodzin artysty),
- František Palacký – popiersie (autor: Josef Wagner, odsłonięcie 15 sierpnia 1926),
- Leoš Janáček – popiersie (autor: Emil Hlavica, odsłonięcie 3 lipca 1927),
- Tomáš Masaryk – pomnik (autor: Jan Štursa, odsłonięcie 6 sierpnia 1922),
- Jan Žižka i kielich (symbol taborytów) – pomnik (autor: Emil Hlavica, odsłonięcie 1924),
- Wacław I Święty – rzeźba (autor: Jan Kozel, odsłonięcie 6 sierpnia 1994),
- Jan Čapek z Sán – plakieta z brązu (autor: Julius Pelikán, odsłonięcie 1928),
- Petr Bezruč (Bezručova vyhlídka) – punkt widokowy z drewnianą dzwonniczką,
- kapliczka wołoska, część kalwarii z XVII wieku,
- kapliczka Matki Boskiej (autor: Vojtěch Hořínek, 1946, postawiona przez wierzącą część mieszkańców Štramberka z wdzięczności za ochronę kraju podczas II wojny światowej),
- pomnik ofiar I i II wojny światowej (autor: František Jurán),
- mogiła ze Świętym Krzyżem (pierwotnie z 1823, w 1883 zniszczona, 1884 odbudowana, w 1918 przeniesiona z wierzchołka Kotouča nad jaskinię Šipka),
- źródełko Matki Boskiej,
- źródełko św. Jakuba[1][2].